# Michał Pomorski
Michał Pomorski, né le 4 août 2003 à Łódź, est un coureur cycliste polonais. Il est membre de l'équipe Mazowsze Serce Polski.

## Biographie
Michał Pomorski est originaire de Łódź. Il est formé au sein d'un club de Varsovie,. Dans les catégories de jeunes, il participe à des compétitions sur route, en cyclo-cross et en VTT. Il est notamment vice-champion de Pologne de cross-country juniors en 2020. 
Au printemps 2021, il prend la deuxième place du championnat de Pologne sur route juniors. La même année, il représente son pays aux championnats d'Europe et aux championnats du monde juniors. Il intègre ensuite l'équipe continentale HRE Mazowsze Serce Polski en 2022. Durant cette saison, il termine huitième de l'Orlen Nations Grand Prix, avec une sélection nationale polonaise. 
En 2023, il devient champion de Pologne du contre-la-montre en duo, aux côtés de son coéquipier Maksymilian Radosz. Il finit également troisième et meilleur jeune de la Course de Solidarność et des champions olympiques. Sur le Tour de l'Avenir, il se classe quatrième de la première étape, derrière trois compagnons d'échappée. Il s'empare le lendemain du maillot de leader, qu'il conserve durant un jour.

## Palmarès et résultats

### Par année
- 2020
  - 2e du championnat de Pologne de VTT cross-country juniors
- 2021
  - 2e du championnat de Pologne sur route juniors
  - 3e de la Coppa Montes
- 2023
  -  Champion de Pologne du contre-la-montre en duo (avec Maksymilian Radosz)
  - 3e de la Course de Solidarność et des champions olympiques
- 2025
  - 3e étape du Dookoła Mazowsza
  - 2e du championnat de Pologne sur route espoirs
  - 2e de la Course de Solidarność et des champions olympiques

### Classements mondiaux
| Année                                 | 2022  | 2023  | 2024  |
| ------------------------------------- | ----- | ----- | ----- |
| Classement mondial                    | 1936e | 1421e | 1092e |
| UCI Europe Tour                       | 1245e | 957e  | nc    |
|                                       |       |       |       |
| Légende : nc = non classéSource : UCI |       |       |       |